# Jüdische Gemeinde Hamburg

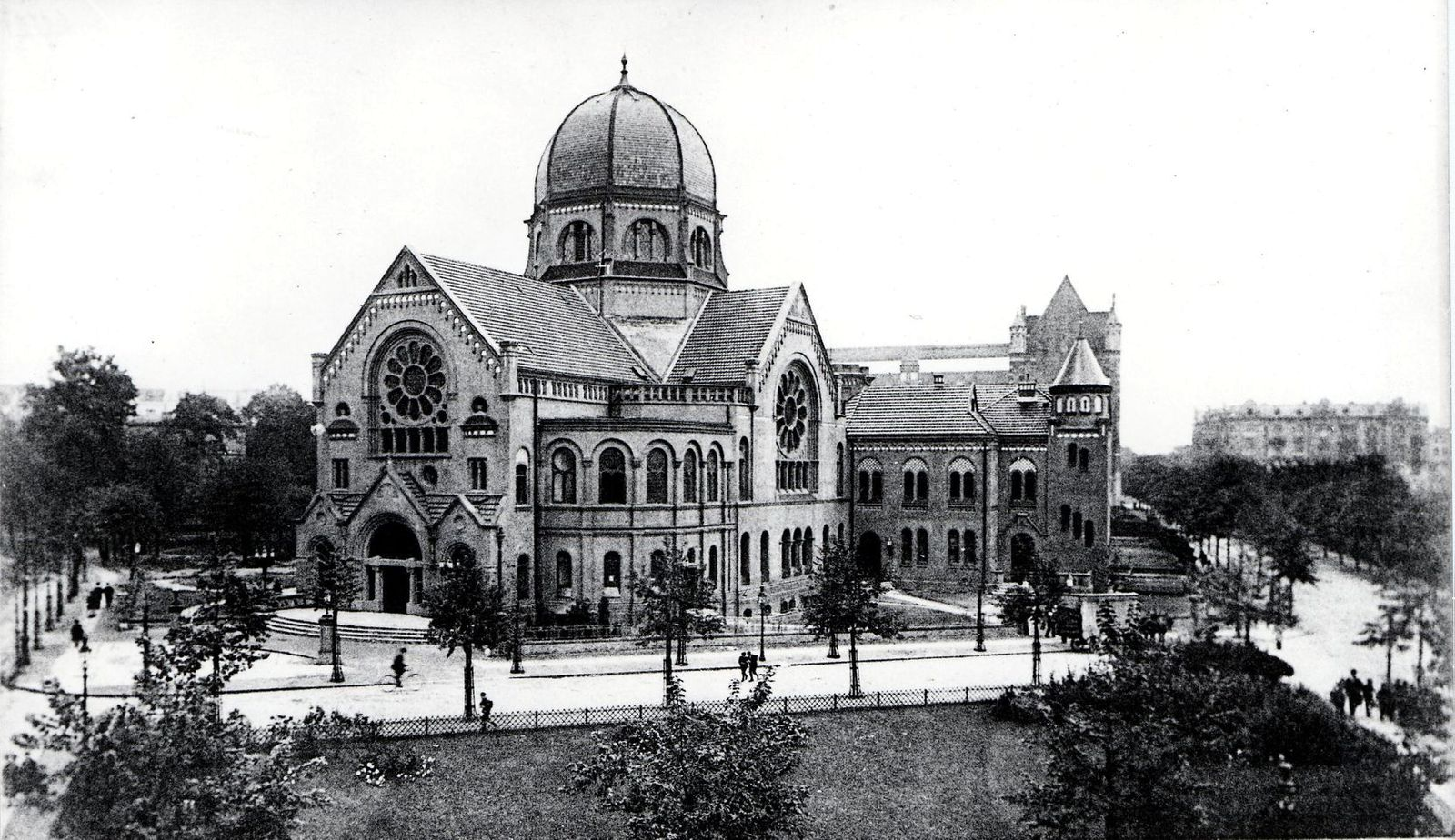
Die Bornplatzsynagoge Hamburg aufgenommen von der Beneckestraße

Die Jüdische Gemeinde Hamburg ist mit 2269 Mitgliedern (Stand 2024) eine der größeren jüdischen Gemeinden Deutschlands. Sie bildet innerhalb des bundesweiten Zentralrats der Juden in Deutschland einen eigenständigen Landesverband. Vorsitzender der Gemeinde ist Philipp Stricharz.
Neben der Jüdischen Gemeinde Hamburg gibt es noch die „Liberale Jüdische Gemeinde Hamburg“ mit über 300 Mitgliedern und das „Jüdische Bildungszentrum Chabad Lubawitsch Hamburg e. V.“.

## Geschichte der jüdischen Gemeinde(n)

### Sephardim von 1590 bis 1939 in Hamburg und Altona

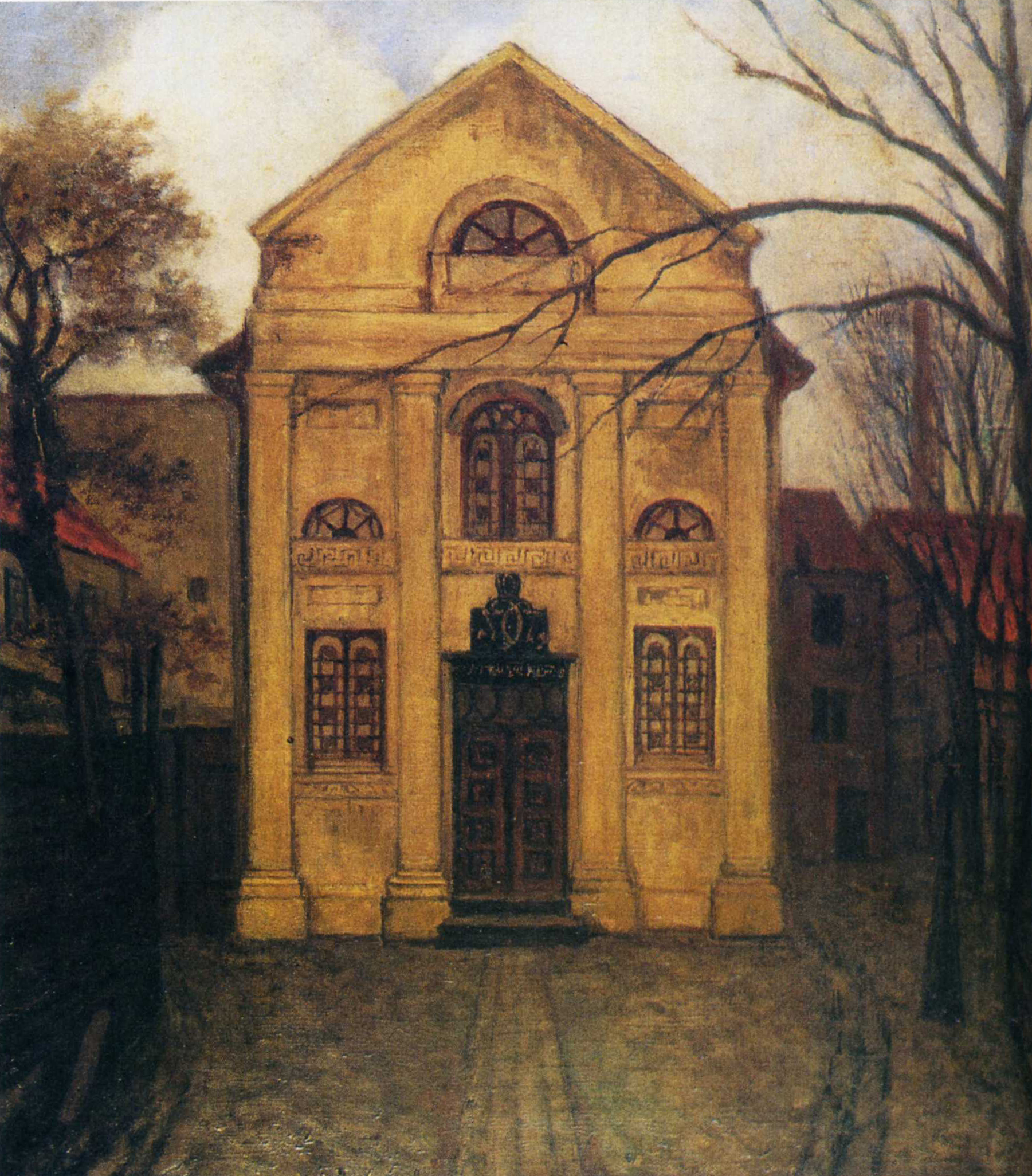
Die Synagoge Neweh Schalom in Altona

Aus Portugal stammende Sephardim ließen sich ab 1590 in Hamburg nieder, zunächst ohne eine Gemeinde zu gründen. Zu Beginn praktizierten viele Sephardim, deren Familien unter Todesdrohung zum Katholizismus übergetreten waren, ihr Judentum nicht öffentlich. Im Jahre 1612 stellte der Hamburger Rat sephardische Juden in kommerziellen Dingen den anderen Hamburger Bürgern per „Kaufmannshantierung“ gleich. Sephardim gründeten drei Synagogengemeinden namens Kether Thorah (כתר תורה), Neweh Schalom (נוה שלום) und Thalmud Thorah (תלמוד תורה), die sie im Jahre 1652 zur Heiligen Gemeinde der Sephardim Beith Israel (בית ישראל) vereinigten. Bekannt wurde ihr Mitglied Herbert Pardo, der bis 1933 mehrfach auch ihr Vorsitzender war. Die sephardische Gemeinde bestand selbständig bis zu ihrer Zwangseingliederung in den Jüdischen Religionsverband in Hamburg im Juli 1939.
Im seit 1937 zu Hamburg gehörenden Altona wohnten Sephardim seit der Zeit vor 1647. Sie gründeten erst 1770 die Heilige Gemeinde Neweh Schalom (נוה שלום), die die wenigen verbliebenen Mitglieder 1887 wegen zu geringer Mitgliederzahl auflösten.

### Aschkenasim von 1610 bis 1945

#### Hamburg bis 1812
Aschkenasim erlangten ca. 1610 erstmals Aufenthaltsmöglichkeit in Hamburg, sofern sie als Personal in sephardischen Haushalten oder Unternehmen Anstellung hatten. Die Sephardim nannten die aschkenasischen Juden Tudescos (portugiesisch für 'Deutsche'). Um 1661/1662 gründeten sie die Deutsch-Israelitische Gemeinde zu Hamburg (DIG). Die Stadt Hamburg gewährte Aufenthaltsgenehmigungen sehr restriktiv, daher war die DIG in Hamburg kleiner als ihre Filialgemeinden in Altona und Wandsbek (seit 1937 zu Hamburg). Aschkenasim ohne Aufenthaltsgenehmigung mussten i. d. R. außerhalb Hamburgs übernachten und wählten daher offiziell ihren Wohnsitz in den genannten, damals dänisch-holsteinischen Städten. Da sie aber ihren Lebensunterhalt überwiegend in Hamburg verdienten, brachten sie die Tage meist in Hamburg zu. Die DIG bildete von 1671 bis 1812 einen Teil der so genannten Dreigemeinde AHU (אה“ו) (Altona, Hamburg, Wandsbek). Von 1812 bis 1938 bestand die DIG selbständig und ging dann im Jüdischen Religionsverband in Hamburg auf.
Im Jahre 1710 erließ die Stadt Hamburg das Reglement der Judenschaft in Hamburg Sowohl Portugiesischer als Hochdeutscher Nation. Dieses entstand durch Vermittlung Kaiser Josephs I., der somit das alte kaiserliche Judenregal nicht aufgeben wollte.

#### In Altona bis 1938
Schon vor 1611 sind vier Aschkenasim in Altona nachgewiesen. Eine Gemeinde, die Hochdeutsche Israeliten-Gemeinde in Altona (HIG), wurde nach 1611 gegründet. In den Jahren 1621 bis 1812 betrieb die HIG eine Filiale in Hamburg für Aschkenasim, die in Hamburg keine Aufenthaltsgenehmigung erlangen konnten und deshalb formell ihren Wohnsitz im liberalen holstein-pinnebergischen Altona (ab 1640 zum dänisch regierten Holstein-Rendsburg) hatten. Die HIG war von 1671 bis 1812 das führende Mitglied der Dreigemeinde AHU (Altona, Hamburg, Wandsbek). Von 1812 bis 1938 bestand sie selbständig und ging dann im Jüdischen Religionsverband in Hamburg auf.

#### In Wandsbek bis 1938
In Wandsbek wurde die Israelitische Gemeinde zu Wandsbek (IGW) in der Zeit nach 1621 und vor 1650 gegründet. Von 1688 bis 1812 unterhielt die IGW eine Filiale in Hamburg für Aschkenasim, die in Hamburg keine Aufenthaltsgenehmigung bekamen und deshalb formell im liberalen dänisch-holsteinischen Wandsbek Wohnsitz genommen hatten. Auch die IGW war von 1671 bis 1812 Mitglied der Dreigemeinde AHU (Altona, Hamburg, Wandsbek). Von 1812 bis 1938 bestand sie selbständig und ging dann im Jüdischen Religionsverband in Hamburg auf.

#### Die „Dreigemeinde Altona-Hamburg-Wandsbek“ von 1671 bis 1812
Die DIG, die HIG und die IGW gründeten 1671 durch Vertrag ein Gemeindebündnis, die so genannte Dreigemeinde Altona-Hamburg-Wandsbek (AHU אה“ו). Der Dachverband erbrachte Leistungen für alle drei Gemeinden und ihre jeweiligen Filialgemeinden. So bestand ein gemeinsames Religionsgericht (Beth Din בית דין), gemeinsame Friedhöfe, Spitäler und andere Einrichtungen. Durch die napoléonische Eroberung 1806 und die Annexion Hamburgs als Teil des ersten Französischen Kaiserreichs in den Jahren 1811 bis 1814 erlangten alle Hamburger, auch die jüdischen, die französische Staatsbürgerschaft und damit gleiche Bürgerrechte. Im Kaiserreich unterstanden alle jüdischen Gemeinden dem zentralen jüdischen Konsistorium Frankreichs. Daher musste die DIG das Gemeindebündnis mit den nicht-französischen Gemeinden HIG und IGW aufgeben, weshalb die drei Gemeinden die Dreigemeinde 1812 durch Vertrag auflösten.
Ab 1812 waren die Aufenthaltsbeschränkungen, die die in Hamburg beruflich tätigen Aschkenasim zu formellen Wohnsitzen in Altona oder Wandsbek zwangen, aufgehoben. Die Filialgemeinden der HIG und IGW in Hamburg übernahm die nunmehr wieder eigenständige DIG.

#### In Harburg bis 1938
In Harburg an der Elbe (seit 1937 zu Hamburg) lebten Aschkenasim ab 1610. Sie gründeten vor 1718 eine Gemeinde. Im Gegensatz zu den drei Städten Altona, Hamburg und Wandsbek, die füreinander sogar zu Fuß oder zumindest mit Fuhrwerk ohne weiteres erreichbar waren, konnte man von den dreien aus nach Harburg nur per Schiff gelangen. Entsprechend war die Harburger Gemeinde nicht an den gemeinsamen Institutionen der Dreigemeinde beteiligt. Durch die napoléonische Eroberung 1803 und die Annexion des Kurfürstentums Hannover (1807), zu dem Harburg gehörte, zunächst durch Jérôme Bonapartes Königreich Westphalen und dann als Teil von Napoléon Bonapartes erstem Französischem Kaiserreich in den Jahren 1810 bis 1814 erlangten alle Harburger, auch die jüdischen, gleiches Bürgerrecht. Mit der Niederlage der Bonapartes wurde der vorherige Zustand wieder hergestellt. Neue Gesetze stellten 1842 Juden im Königreich Hannover (wie es seit 1814 hieß) andern Bürgern gleich und verpflichteten Juden zugleich, jüdische Gemeinden zu bilden, wo das nicht schon geschehen war. Diese Gemeinden hatten dann die staatlichen Auflagen für jüdischen Religionsunterricht in privaten oder öffentlichen Schulen zu erfüllen und alle anderen religiösen Aufgaben (Unterhalt von Friedhöfen und Synagogen, Abhalten von Gottesdiensten, Durchführen von Hochzeiten und Bar Mizwahs) zu gewährleisten. Für das ganze Königreich wurden vier Landrabbinen bestellt, die jeweils einen eigenen Bezirk zu versorgen hatten. Harburg gehörte zum Landrabbinat Hannover.
Die Landrabbinen erfüllten zugleich religiöse und staatliche Aufgaben. Hannover war damit eines der wenigen Länder im Deutschen Bund, wo das Judentum gleich den christlichen Konfessionen eine staatlich anerkannte und überwachte Organisation hatte. Die Landrabbinen standen zu den jüdischen Gemeinden und ihren Mitgliedern und Mitarbeitern in einem ähnlichen halbstaatlichen autoritären Verhältnis wie damals noch lutherische Konsistorien zu ihren Gemeinden in Hannover. Die Organisation der Landrabbinate blieb auch nach der preußischen Annexion 1866 erhalten, obwohl die preußischen Behörden in den altpreußischen Gebieten alles daran setzten, zentrale jüdische Verbände zu verhindern, und ihnen jede staatliche Anerkennung verweigerten. Durch die Trennung von Staat und Religion gemäß der Reichsverfassung von 1919 wurden die halbstaatlichen Aufgaben der Landrabbinen (Schulaufsicht) abgeschafft und ihre Funktion auf das rein Religiöse beschränkt. Seit der Vereinigung der Städte Harburg und Wilhelmsburg im Jahre 1927 führte die jüdische Gemeinde den Namen Synagogengemeinde Harburg-Wilhelmsburg (SHW). Sie ging 1938 im Jüdischen Religionsverband in Hamburg auf.

#### In Hamburg 1815 bis 1938
Nach dem Ende des ersten Französischen Kaiserreichs wurde die Freie und Hansestadt Hamburg als Staat restituiert und das Juden-Reglement von 1710 für die Deutsch-Israelitische Gemeinde zu Hamburg (DIG) wieder eingeführt. Dies wurde möglich, weil auf dem Wiener Kongress in der letzten Beratungssitzung zur Deutschen Bundesakte bei der Regelung über die Rechte der Juden der Text „Es werden den Bekennern des jüdischen Glaubens die denselben in den einzelnen Bundesstaaten bereits eingeräumten Rechte erhalten“ geringfügig, aber folgenschwer geändert wurde in: „Es werden den Bekennern des jüdischen Glaubens die denselben von den einzelnen Bundesstaaten bereits eingeräumten Rechte erhalten.“ Da der französische und nicht der hamburgische Staat die Juden Hamburgs emanzipiert hatte, widerrief Hamburg 1815 die Emanzipation und erklärte das Juden-Reglement für weiterhin gültig. Die Emanzipation in Hamburg erfolgte dann am 21. Februar 1849 in Vollzug eines Beschlusses der Frankfurter Nationalversammlung. In den Städten Altona und Wandsbek erfolgte die Emanzipation der Juden wie in ganz Holstein durch Gesetz am 14. Juli 1863.
1860 wurde in der Hamburger Verfassung die Glaubensfreiheit eingetragen. Ab dem Jahr 1865 gab es keine Zwangsmitgliedschaft in der jüdischen Gemeinde mehr. 1867 wurde die neue Deutsch-Israelitische Gemeinde als Religionsgemeinschaft freiwilliger Mitgliedschaft gegründet. Die DIG war nun eine Dachorganisation für zwei selbstständige Kultusverbände, der dritte 1894 gegründete Verband Neue Dammtor-Synagoge wurde nach dem Ersten Weltkrieg auch statutarisch als gleichrangig anerkannt. Die DIG war in Kultusfragen nicht auf eine Tradition festgelegt, sondern bot allen Aschkenasim die Möglichkeit der Mitgliedschaft in der einen Gemeinde, die verschiedene Kultustraditionen durch intern autonome Kultusverbände pflegte (sog. Hamburger System). Andere deutsche jüdische Gemeinden waren oft nach Kultustraditionen getrennt organisiert, so dass mehrere jüdische Gemeinden unterschiedlicher Ausrichtung an einem Ort nebeneinander bestanden.
Die DIG finanzierte aus den Steuern der Gemeindeangehörigen Leistungen, wie Unterricht, Krankenversorgung, Armenunterstützung und Friedhöfe, die alle Gemeindeangehörigen bei Bedarf in Anspruch nehmen konnten. Darüber hinaus bestanden unter dem Dach der DIG die Kultusverbände, denen sich die männlichen Gemeindeangehörigen als zahlungspflichtige Mitglieder zusätzlich anschließen konnten, aber nicht mussten. Diese Kultusverbände unterhielten Synagogen, religiöse Feiern und Unterweisung und beschäftigten dafür geschulte Rabbinen und Lehrer jeweils nach Art der drei großen Kultustraditionen, nämlich Orthodoxie, Reformjudentum (in Hamburg begründet) und die im 19. Jahrhundert gebildete, eine Mittelposition zwischen beiden einnehmende, teils erneuerte Hauptströmung (heute als konservative Strömung bezeichnet).
Ein Kultusverband war der orthodoxe Deutsch-Israelitische Synagogenverband, der landesweit 1.200 zahlende Mitglieder hatte, der andere der liberale Israelitische Tempelverband (11. Dezember 1817 gegr.), der dem Reformjudentum nahestand und landesweit 700 zahlende Mitglieder hatte. Der dritte Verband pflegte die Tradition der Hauptströmung und hieß Neue Dammtor-Synagoge und zählte die meisten Mitglieder. Die Zahlen enthalten nicht die nichtzahlenden Nutzer, wie Familienangehörige und Arme.

#### In Groß-Hamburg 1938 bis 1945
Nach den Eingemeindungen im Rahmen des Groß-Hamburg-Gesetzes am 1. April 1937 schlossen auch die aschkenasischen Gemeinden (DIG, HIG, IGW und SHW) einen Vertrag zu ihrer Vereinigung zum 1. Januar 1938. Der gewählte Name Deutsch-Israelitische Gemeinde zu Groß-Hamburg wurde jedoch vom NS-Ministerium für Kultus nicht genehmigt, da 'Deutsch' für jüdische Organisationen verboten sei, 'Israelitisch' irreführend sei, da in der NS-Rassenideologie 'Jüdisch' der eindeutige Begriff sei, und 'Gemeinde' – so die fadenscheinige Argumentation – für politische Kommunen vorbehalten sei. Die Gemeinde wählte daraufhin den Namen Jüdischer Religionsverband in Hamburg.
Im März 1938 wurde dem Jüdischen Religionsverband in Hamburg – wie allen jüdischen Gemeinden in Deutschland – der Status einer Körperschaft des öffentlichen Rechts mit staatlich organisiertem Gemeindesteuereinzug aberkannt. Ab Dezember 1938 war der Jüdische Religionsverband in Hamburg gegenüber der Staatspolizeileitstelle Hamburg weisungsgebunden. Claus Göttsche vom Judenreferat der Gestapo setzte im Auftrag seiner Dienststelle eigenmächtig einen neuen Vorsitzenden, Max Plaut, ein. Die Gemeindevertreter waren fortan bei Vakanzen (z. B. durch Rücktritt, Auswanderung oder später Deportation) nicht mehr durch Wahl, sondern durch Selbstergänzung qua Optierung – unter Vorbehalt der Zustimmung der Gestapo – zu bestimmen.
Ab Juli 1939 waren die jüdischen Gemeinden keine reinen Religionsverbände mehr, da nun alle Personen zwangsweise als Mitglieder eingeschrieben wurden, die nach den Nürnberger Gesetzen als Juden galten (alle Personen mit drei oder vier Großeltern jüdischer Religionszugehörigkeit), einerlei ob sie halachisch als Juden anzusehen waren (Mitgliedschaft durch Geburt von einer Jüdin oder durch Konversion), ob sie konfessionslos oder Angehörige anderer Religionen (z. B. sog. nichtarische Protestanten und Katholiken) waren. Zugleich wurde die sehr kleine (1935: 150 Mitglieder) sephardische Heilige Gemeinde der Sephardim Beith Israel (seit 1652 unter diesem Namen) zwangsweise in den Jüdischen Religionsverband in Hamburg eingegliedert, da zur Vereinfachung der antisemitischen Diskriminierungen an jedem Ort nur noch eine 'jüdische Gemeinde' bestehen durfte.
Ende 1942 wurde der Jüdische Religionsverband in Hamburg als selbständige juristische Person aufgelöst und in die Reichsvereinigung, Bezirksstelle Nordwestdeutschland der Reichsvereinigung der Juden in Deutschland überführt. Am 10. Juni 1943 löste das Reichssicherheitshauptamt per Erlass die Reichsvereinigung auf. Die verbliebenen Mitarbeiter der Bezirksstelle wurden am 23. Juni 1943 nach Theresienstadt deportiert. Der Vorsitzende des Religionsverbandes und frühere Staatsrat der Finanzbehörde Leo Lippmann lehnte die ihm gebotenen Möglichkeiten zur Auswanderung ab. Als am 10. Juni 1943 die Gestapo die Büroräume besetzte, in denen der jüdische Religionsverband tätig war, und ihm seine geplante Deportation nach Theresienstadt mitteilte, nahm er sich zusammen mit seiner Frau Anna Josephine, von ihm vorbereitet, das Leben.

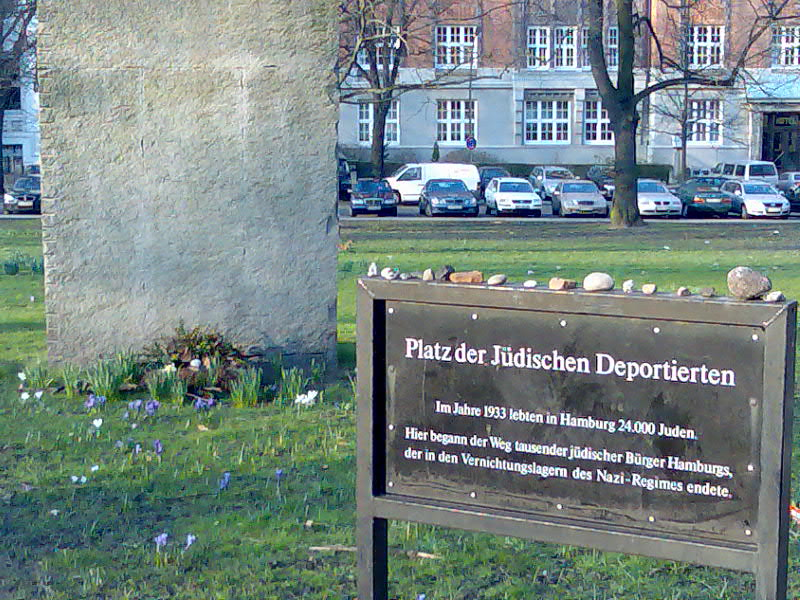
Platz der jüdischen Deportierten: Mahnmal und Erinnerungstafel

Als einzige jüdische Einrichtung fungierte weiterhin das Israelitische Krankenhaus Hamburg, in dem überwiegend in Privilegierter Mischehe lebende Personen tätig waren und die wenigen verbliebenen verfolgten Juden und als Juden diskriminierten Nichtjuden im Krankheitsfalle versorgten.
10.000 jüdische Hamburger kamen in der Shoa ums Leben. Am 25. Oktober 1941 deportierte man 1034 Juden nach Lodz, wo alle umkamen. Am 8. und 18. November 1941 wurden 968 und 407 Juden nach Minsk deportiert, wo nur 20 überlebten. Am 6. Dezember 1941 wurden 753 Juden nach Riga deportiert. Im Juli 1942 wurden wieder Hamburger Juden deportiert. Zwischen Oktober 1941 und Februar 1945 wurden in 17 Transporten 5.848 Hamburger Juden deportiert, wobei 5296 ermordet wurden. 319 begingen Selbstmord. 140 wurden im Zug der Euthanasie ermordet. 50 bis 80 Hamburger Juden versteckten sich in Hamburg und überlebten.

#### Entwicklung der Mitgliederzahlen 1811 bis 1942
Diese Zahlen beziehen sich auf die Angehörigen der jüdischen Gemeinde in Hamburg in seinen jeweiligen Staatsgrenzen. Die Juden in Altona, Harburg und Wandsbek sind daher bis einschließlich 1938 nicht enthalten.
- 1811 gab es in Hamburg 6.429 jüdische Einwohner. Sie machten einen prozentualen Anteil von 4,87 % der 132.007 Bewohner Hamburgs aus. Mit Altona und Wandsbek war die jüdische Gemeinschaft im Hamburger Raum mit ca. 9.000 Personen mit Abstand die größte im Deutschen Bund.
- 1871 gab es in Hamburg 13.796 jüdische Einwohner. Sie machten einen prozentualen Anteil von 4 % der 338.974 Bewohner Hamburgs aus. Ein dritter Kultusverband wurde 1894 gegründet, die „Neue Dammtor Synagoge“.
- 1910 gab es in Hamburg 18.932 jüdische Einwohner. Sie machten einen prozentualen Anteil von 1,87 % der Bewohner Hamburgs aus.
- 1919 gab es in Hamburg ca. 18.500 jüdische Einwohner. Sie machten einen prozentualen Anteil von 1,76 % der Bewohner Hamburgs aus.
- 1925 gab es in Hamburg 19.904 jüdische Einwohner. Sie machten einen prozentualen Anteil von 1,73 % der Bewohner Hamburgs aus.
- 1933 gab es in Hamburg 16.855 jüdische Einwohner. Sie machten einen prozentualen Anteil von 1,41 % der Bewohner Hamburgs aus.[15]
- 1938 gab es in Hamburg 7.547 jüdische Einwohner.
- 1942 führte der Jüdische Religionsverband in Hamburg 1.852 Mitglieder, davon allein 1.022 in sog. Privilegierter Mischehe lebend.[13] Wie viele davon nach eigenem Bekenntnis Juden waren, ist unbekannt. Viele dieser Ehen waren vom religiösen Standpunkt her keine Mischehen, da bei der Heirat ein Partner zur Religion des anderen übergetreten war. Im Rahmen der NS-Rassenideologie war 1942 aber als Jude zu zählen, wer (z. B. laut sog. Ariernachweis) drei oder vier Großeltern jüdischer Religionszugehörigkeit hatte.

#### 1945 bis 2008
Am 8. Juli 1945 versammelten sich zwölf Überlebende der alten jüdischen Gemeinde von Hamburg, um einen Arbeitsausschuss und eine Kultuskommission einzusetzen. Insgesamt 80 Juden wollten die Gemeinde neu gründen. Das American Jewish Distribution Committee und das englische Jewish Committee for Relief Abroad organisierten und unterstützten finanziell die neue Gemeinde, die am 18. September 1945 mit einer Versammlung von 72 Personen neu gegründet wurde. Im gleichen Jahr beantragte die jüdische Gemeinde beim Senat von Hamburg die Anerkennung als Körperschaft des öffentlichen Rechts, was ihr im Oktober 1948 zugestanden wurde. Die gleiche Rechtsform hatte die jüdische Gemeinde Hamburg bereits bis 1938 gehabt. 1947 zählte die jüdische Gemeinde von Hamburg 1.268 Mitglieder.
1952 gab es 1.044 Gemeindemitglieder, 1960 waren es wieder 1.369 Mitglieder. In den folgenden 30 Jahren pendelte die Zahl der Gemeindemitglieder zwischen 1.350 und 1.400.
Das Zentrum jüdischen Lebens in der Stadt befand sich rund um die frühere Talmud-Tora-Schule am Grindel, im Bezirk Eimsbüttel. Auch heute liegt im Grindelviertel „ein Schwerpunkt historischer und gegenwärtiger Stätten jüdischen Lebens in Hamburg“.

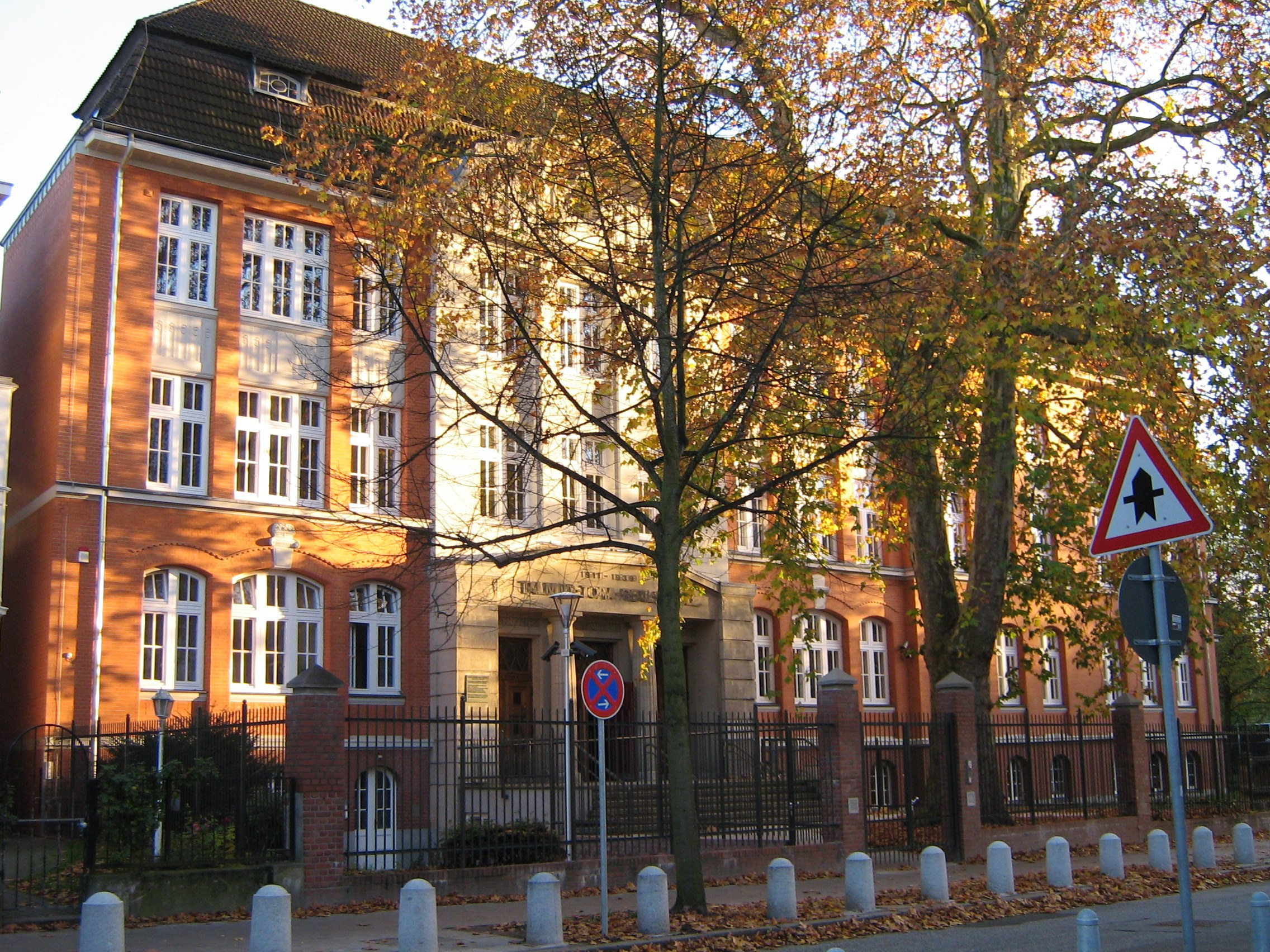
Die Talmud-Tora-Schule von 1911

Am 22. November 1993 wurde von der Stadt Hamburg und der jüdischen Gemeinde Hamburg zum ersten Mal ein „Fünf-Jahres-Vertrag“ unterschrieben. Dadurch erhielt die Gemeinde ab dem Jahr 1994 pro Jahr einen Zuschuss von 500.000 Mark „für die Erfüllung ihrer kulturellen und sozialen Aufgaben“. Bürgermeister Henning Voscherau sagte damals, der Vertrag sei „Ausdruck der besonderen Verantwortung für das jüdische Leben in Hamburg“.
Das Verhältnis zwischen dem Land Hamburg und den Jüdischen Gemeinden wurde in einem Staatskirchenvertrag in Form eines Kirchenvertrages geregelt, dem Vertrag zwischen dem Land Hamburg und der Jüdischen Gemeinde in Hamburg vom 29. Juni 2007. Der Vertrag vom 29. Juni 2007 beinhaltet u. a. einen festgesetzten Leistungsbetrag in Höhe von € 850.000,- an die jüdische Gemeinde. Vor der Unterzeichnung des Staatsvertrages gab es lediglich einen Zuwendungsvertrag zwischen Hamburg und seiner Jüdischen Gemeinde. Der Zuwendungsvertrag beinhaltete zum einen nur Zahlungen in Höhe von 350.000 Euro pro Jahr, und zum anderen war dieser in der Zwischenzeit ausgelaufen. Aus diesem Grund leistete die Kommune lediglich Zuwendungen in Form von Abschlagszahlungen.
Dazu hieß es von Seiten des Zentralrats: „Die finanzielle Grundlage des Staatsvertrages sichert der Gemeinde einen Ausbau der dringend notwendigen Infrastruktur. Gleichzeitig regelt der Vertrag die partnerschaftliche Beziehung zwischen Gemeinde und der Hansestadt Hamburg und ist Ausdruck der vertrauensvollen Zusammenarbeit und Anerkennung zwischen beiden Partnern […].“

### Die Zeit der Wirren
Die Vielzahl der Probleme und Aufgaben führte zu einer ganzen Anzahl von Konflikten. Trotz der Erhöhung der staatlichen Zuschüsse konnte die Gemeinde ihre Aufgaben kaum finanzieren, der Vorstand sah sich wegen seiner Haushaltspolitik scharfer Kritik ausgesetzt. Der als Protest gemeinte Austritts des Bankiers Warburg Anfang 2006 wurde sogar von der Bild-Zeitung als Beleg für Unfrieden in der Gemeinde bezeichnet. Als ab Januar 2006 die neue Kultussteuer in Kraft trat, verließen 200 Mitglieder die Gemeinde.
Mitte 2007 wurde ein neuer Beirat gewählt, der sich aus Kritikerinnen und Kritikern des vorigen Beirats zusammensetzte. Neben Vorwürfen bezüglich der Haushaltsführung hatte es schon seit 2005 Proteste gegeben, weil der Vorstand nicht vermocht hatte, die Schließung der jüdischen Grundschule zu verhindern. Der neue Beirat entließ den amtierenden Rabbiner und bestellte keinen neuen, da die finanziellen Mittel zu einer Besoldung fehlten. Im April 2009 wurde dem früheren Vorstandsvorsitzenden die Mitgliedschaft in der Gemeinde aus formalen Gründen entzogen. Beide Affären beschäftigten jüdische Instanzen über Hamburg hinaus und wurden in der allgemeinen Presse breit kommentiert. Im Jahre 2010 verließ der ehemalige Rabbiner sein Amt endgültig und im Einvernehmen mit der Gemeinde; dem früheren Beiratsvorsitzendem wurde angeboten, sich um den Wiedereintritt in die Gemeinde zu bewerben. Der Beiratsvorstand sah seine Aufgabe, Frieden und geordnete Finanzen herbeizuführen und trat für die Beiratswahlen 2011 nicht wieder an.

### Neuorientierung ab 2011
Anfang 2009 stand die Gemeinde ohne Rabbiner und mit einer baufälligen Synagoge vor großen Problemen. Zu dieser Zeit wagte niemand vorauszusagen, dass die Jüdische Gemeinde in Hamburg zehn Jahre später zu den dynamischsten und anerkanntesten Gemeinden Deutschlands gehören würde.
Den ersten Anstoß zur Verbesserung der Lage der Gemeinde gab die Wahl eines neuen Vorstands unter Bernhard Effertz am 21. August 2011, dem auch schon der heutige (2021) Vorstandsvorsitzende Philipp Stricharz angehörte. Eine der ersten Amtshandlungen des neuen Vorstands war die Berufung Shlomo Bistritzkys zum Landesrabbiner; die offizielle „Krönung“ erfolgte am 16. Januar 2012. Bistritzky und seine Familie waren 2003 als „Shluchim“ der orthodoxen „Chabad“-Organisation nach Hamburg gekommen. Sie nahmen im April 2015 die deutsche Staatsbürgerschaft an, auch als Zeichen, dass man gekommen sei, um zu bleiben.
Vorstand und Landesrabbiner erreichten noch im selben Jahr, dass die Synagoge renoviert werden konnte. Die geschätzten Kosten betrugen 3,5 Mio. Euro, wovon allein eine Million Euro von der Hermann-Reemtsma-Stiftung sowie 400.000 Euro von der Stadt Hamburg getragen wurden.
Seit 2016 besteht unter dem Dach der Einheitsgemeinde die „Reformsynagoge Hamburg“ mit Rabbiner Gabor Lengyel. Nach einer Satzungsänderung können nun auch liberal konvertierte Juden Mitglied der Einheitsgemeinde werden.
Der 2011 eingeschlagene Kurs wurde auch nach den Wahlen vom 26. Juni 2015 beibehalten, als Vorstandsvorsitzender amtierte weiter Bernhard Effertz, als 2. Vorsitzender Philipp Stricharz, hinzu kamen die Vorstände David Rubinstein, Stefanie Szczupak und Eli Noe. Seit den Wahlen vom 23. Juni 2019 amtieren Philipp Stricharz (1. Vorsitzender), Eli Fel (2. Vorsitzender), Stefanie Szczupak und Eli Noe. David Rubinstein gehörte dem Vorstand bis Ende 2020 an. Er wurde per Januar 2021 zum Geschäftsführer der Jüdischen Gemeinde in Hamburg bestellt.

### Vom Bildungshaus zu einem „Jüdischen Campus“
Im Jahre 2007 wurde das Joseph-Carlebach-Bildungshaus gegründet – als deutschlandweit einzige jüdische Einrichtung, in welcher Kinder von der Krippe bis zum Abitur erzogen werden. Aus anfangs zwölf wurden bis zum ersten Abiturjahrgang 2020 über 200 Schüler. Die Räume innerhalb der ehemaligen Talmud Tora Schule reichten nicht mehr aus, einige Klassen mussten in eine Container-Konstruktion an der Rückseite der Schule verlagert werden. Mit einer Erweiterung der Anlage soll nun (2021) ein neues Joseph-Carlebach-Bildungshaus geschaffen werden, wozu ein benachbartes Gebäude von der Universität Hamburg übernommen werden kann. Zum Bildungskonzept sagt Vorstand Stefanie Szczupak: »Wir wollen ein Bildungshaus ganz im Sinne und auf der Basis der Erkenntnisse von Rabbiner Joseph Carlebach errichten, der seiner Zeit stets voraus dachte«, d. h. kleine Klassen, individuelle Zuwendung und Förderung und insgesamt eine Schule mit einem bunten Gemisch von Sprachen, Kulturen, Religionen und sozialen Schichten. Das Gebäude der Talmud Tora Schule am Grindelhof, der Schulhof und das neue Bildungshaus an der Binderstraße ergäben ein geschlossenes Ensemble, das einem „Jüdischen Campus“ gleichkäme. Käme zu diesem Ensemble eine Bebauung des benachbarten Joseph-Carlebach-Platzes hinzu, erhielte das einstmals jüdisch geprägte Grindelviertel ein jüdisches Gemeindezentrum.

### Die Jüdische Gemeinde als Zielscheibe rassistischer Gewalt
Mit der gewachsenen öffentlichen Aufmerksamkeit für die Gemeinde verstärkte sich der schon fast bezwungen geglaubte Rassismus gegen Juden in der Hansestadt. Dies geschah in gewalttätiger Form, aber auch auf subtile Art und Weise. Staat und Gesellschaft in Hamburg stellten sich jedoch immer umfassender hinter die Jüdische Gemeinde und bekundeten Solidarität; der Sprecher der Gemeinde hob hervor, dass Hamburg, verglichen etwa mit Berlin, in einer „Splendid Isolation“ vom Antisemitismus lebe.
Allerdings sagte Vorstand Stefanie Szczupak schon im Januar 2019 gegenüber der „Welt“: „Die Hemmschwelle ist durch eine bestimmte, sich flächendeckend ausbreitende Stimmung gesunken.“ Als es im Juni 2019 zu Bedrohung und einer Spuckattacke eines Marokkaners gegen Rabbiner Shlomo Bistritzky und Vorstandsmitglied Eli Noe kam, startete Bürgermeister Peter Tschentscher (SPD) gemeinsam mit ihnen nur eine Woche später die Aktion „Wir sind Hamburg“ gegen Antisemitismus.
Die Schutzmaßnahmen von Gemeinde und Polizei bewahrten Synagoge und Schule, wenn auch als nicht zureichend empfunden, lange Zeit vor direkten Anschlägen, dennoch bewirkte der nationalpatriotisch motivierte Anschlag in Halle am 9. Oktober 2019 einen Schock. Ein Jahr später attackierte vor der Synagoge der Gewalttäter Grigoriy K. einen Kippa tragenden jüdischen Studenten, der in Hamburg zu Besuch war und verletzte ihn schwer. Grigoryi K. hatte einen Zettel mit einem Hakenkreuz in der Tasche, wurde allerdings für geisteskrank erklärt.
Die nackte Gewalt stellt allerdings nur die Spitze des Eisbergs anti-jüdischen Rassismus' dar. Die frühere Zentralratspräsidentin Charlotte Knobloch wies angesichts des Mordanschlags in Hamburg auf tiefliegende Ursachen hin: „Hass und Intoleranz in allen gesellschaftlichen Sphären bis hinein in politische Parteien wie der AfD haben für solche Angriffe den Boden bereitet.“ Allein in Hamburg wurden im Jahr 2019 bis Oktober 27 Ermittlungsverfahren wegen eindeutig antisemitischer Straftaten eingeleitet.
Subtile Formen von Antisemitismus wurden in Hamburg von Politik und Öffentlichkeit nicht hinreichend wahrgenommen. So konnte der südafrikanische Professor Farid Esack 2016 an der Universität Gastvorträge halten, obwohl er in Frankreich wegen antijüdisch-rassistischer Äußerungen schon 2015 mit Auftrittsverboten belegt worden war. Nach Interventionen von Volker Beck und Erklärungen aller demokratischen Parteien sowie der AfD in der Hamburger Bürgerschaft dauerte die Diskussion über ein Jahr an und es kam in der Bürgerschaft (dem Landesparlament) zu einer langen Debatte, in der alle Parteien dazu aufforderten, derartige Aktionen nicht mehr zuzulassen.
Zu einem weiteren Eklat kam es, als der BDS (Boycott, Divestment and Sanctions) -Unterstützer Waters ein Konzert in Hamburg geben wollte, das ursprünglich vom NDR (Norddeutscher Rundfunk) promotet wurde. Während seiner Konzerte lässt Waters Ballons in Schweineform (!) aufsteigen, auf denen u. a. ein Davidstern abgebildet ist. Nach Protesten aus der Bevölkerung stellte der NDR, ebenso wie vier weitere Landesrundfunkanstalten die Unterstützung für Waters’ Konzerte ein.

### Positive Entwicklungen bis 2021
Der Bornplatz neben der Talmud Tora Schule im Hamburger Stadtteil Grindel bezeichnet den Ort, an dem die 1906 erbaute „Neue Synagoge“ gestanden hatte. In der „Reichspogromnacht“ 1938 wurde die Synagoge verwüstet und 1939 abgerissen. Auf dem nach dem Zweiten Weltkrieg leeren Platz markiert ein Bodenmosaik den Grundriss – eine Arbeit der Künstlerin Margit Kahl. Mitglieder der Gemeinde, allen voran Philipp Stricharz und die Mitglieder des Vorstands, sondierten schon seit längerer Zeit die Idee, an historischer Stelle die Synagoge wieder zu errichten.
Als Landesrabbiner Bistritzky 2019 bei einem Presse-Termin einen Wiederaufbau der von den Nationalsozialisten zerstörten Bornplatzsynagoge öffentlich ins Gespräch brachte, erschien dieses Projekt visionär. Es bildete sich jedoch binnen kurzem ein breites Aktions-Bündnis in der Hansestadt, und schon „im Februar 2020 stimmte die Hamburger Bürgerschaft einstimmig dafür, den Wiederaufbau der Bornplatzsynagoge zu unterstützen“. Noch vor Jahresende bewilligte der Deutsche Bundestag eine Unterstützung von 65 Mio. Euro für den Wiederaufbau; Hamburg schloss sich mit weiteren Finanzierungszusagen an. Im Februar 2021 wurde im Rahmen einer Feierstunde 107.000 Stimmen für den Wiederaufbau an Hamburgs Staatsrat Jan Pörksen und Dr. Eli Fel, den 2. Vorsitzenden der Jüdischen Gemeinde überreicht.
Mittlerweile ist eine Diskussion über die genaue Form des Wiederaufbaus entbrannt. Interessenten aus Hamburg und der Welt argumentieren für oder wider einen originalgetreuen Aufbau und über die Frage, was mit dem Bodenmosaik auf dem Bornplatz passieren soll. Die Gemeinde begrüßt die breite Teilnahme an den Wieder-Aufbauplänen, verweist aber, so der 1. Vorsitzende Philipp Stricharz, darauf, dass sie als Rechtsnachfolgerin der geschädigten Gemeinde das erste Wort bei der Projektierung der neuen Bornplatzsynagoge haben sollte.

## Weitere jüdische Gemeinden und Gemeinschaften in Hamburg
Neben der Jüdischen Gemeinde Hamburg gibt es noch den „Israelitischen Tempelverband / Liberale Jüdische Gemeinde Hamburg“ mit über 300 Mitgliedern und das „Jüdische Bildungszentrum Chabad Lubawitsch Hamburg e. V.“.

## Landesverband
Die Jüdische Gemeinde Hamburg bildet innerhalb des bundesweiten Zentralrats der Juden in Deutschland einen eigenständigen Landesverband.